# De zilveren giraf
De zilveren giraf is het 48ste stripverhaal van Jommeke. De reeks wordt getekend door striptekenaar Jef Nys.

## Personages
- Jommeke
- Flip
- Filiberke
- professor Gobelijn
- Anatool
- Smosbol
- kleine rollen : Annemieke, Rozemieke, Pekkie, Choco, Bansam, ...

## Verhaal
Als Annemieke en Rozemieke buiten met een bal aan het spelen zijn, vinden ze een bot. Als ze het aan Pekkie geven, valt het uiteen in twee stukken en vinden ze er 2 stukjes perkament met vreemde tekens in. De vrienden trekken ermee naar professor Gobelijn. De professor ontcijfert het geheim van de perkamenten die van een uitgestorven volk afkomstig zijn : de 'Knollosauten' die op het 'Giraffeneiland' in de Indische Oceaan woonden. Dit volk zette het eiland vol met meters hoge beelden van giraffen en volgens het perkament zou een van die beelden van zilver zijn. De professor besluit samen met Jommeke, Flip en Filiberke naar het eiland te reizen om het beeld te zoeken. Anatool luistert hen af en besluit met zijn handlanger Smosbol ook het beeld te gaan zoeken.
De boeven slagen erin om Jommeke en Filiberke uit het vliegtuig van Madagaskar naar het giraffeneiland te houden, maar de vrienden slagen er met een list in toch op het eiland te geraken. Op het eiland huren de vrienden een ezel bij een plaatselijke bewoner en vragen ook een ezeldrijver. Anatool en Smosbol vermommen zich en raken zo mee als ezeldrijvers naar de gedoofde vulkaan waar de giraffen staan. Jommeke betrouwt de ezeldrijvers niet en maakt een vals plan dat hij de boeven laat stelen. De boeven ontdekken dat ze bedrogen zijn en achtervolgen de vrienden. Jommeke ontdekt dat de zilveren giraf de giraf op de top van de vulkaan moet zijn. Onderweg worden ze door Anatool overmeesterd en gedwongen de plaats van de giraf bekend te maken. De vrienden worden vastgebonden terwijl de boeven de giraf losgraven. Het begint plots te regenen waardoor de poten los komen, maar de giraf helt over naar de kant van de krater. De boeven willen het beeld nog tegenhouden, maar vallen met het beeld in het kratermeer. De vrienden bevrijden zich en stellen vast dat de boeven de val overleefd hebben en in het kratermeer ronddobberen. De zilveren giraf is verloren. Wanneer ze terugkeren naar de bewoonde wereld, ontmoeten ze Choco en Pekkie die hen naar de haven leidden. De Miekes zijn er aangekomen met een luxe jacht dat de professor van zijn tante Kato geërfd heeft, samen met haar geld. Zo komen de vrienden toch niet van een kale reis terug.

## Achtergronden bij dit verhaal
- Dit album hoort bij de schattenverhalen waarbij de vrienden op zoek gaan naar een schat en daarbij door boeven op de hielen gezeten worden. Afwijkend op de meeste van deze verhalen is dat het deze keer een schat van een verdwenen volk betreft en dat die schat uiteindelijk verloren gaat. In de reeks worden de schatten doorgaans gebruikt voor goede doelen.
- Jommeke en zijn vrienden trekken voor het eerst naar Madagascar, dat echter een tussenstop is voor een fictief eiland in de Indische Oceaan.
- Het is het tweede opeenvolgende verhaal waarin Smosbol opdraaft als de handlanger van Anatool. Hierna zal het meer dan 100 verhalen duren vooraleer hij nogmaals ten tonele verschijnt.